# Venevisión
Venevisión is een Venezolaanse televisiezender die eigendom is van Grupo Cisneros. De zender werd opgericht in 1961 door Diego Cisneros. Hij werd opgevolgd door zijn zoon Gustavo A. Cisneros.
Het hoofdkantoor is gevestigd in Caracas. Venevisión is een van de grootste producenten van telenovelas, samen met Televisa, Telemundo, TV Globo, Caracol Televisión, RCN Televisión, ABS-CBN en GMA Network.